# Gynacantha tibiata
Gynacantha tibiata – gatunek ważki z rodziny żagnicowatych (Aeshnidae). Występuje na terenie Ameryki Południowej i Ameryki Środkowej.